# Ernst Hagen (Politiker)

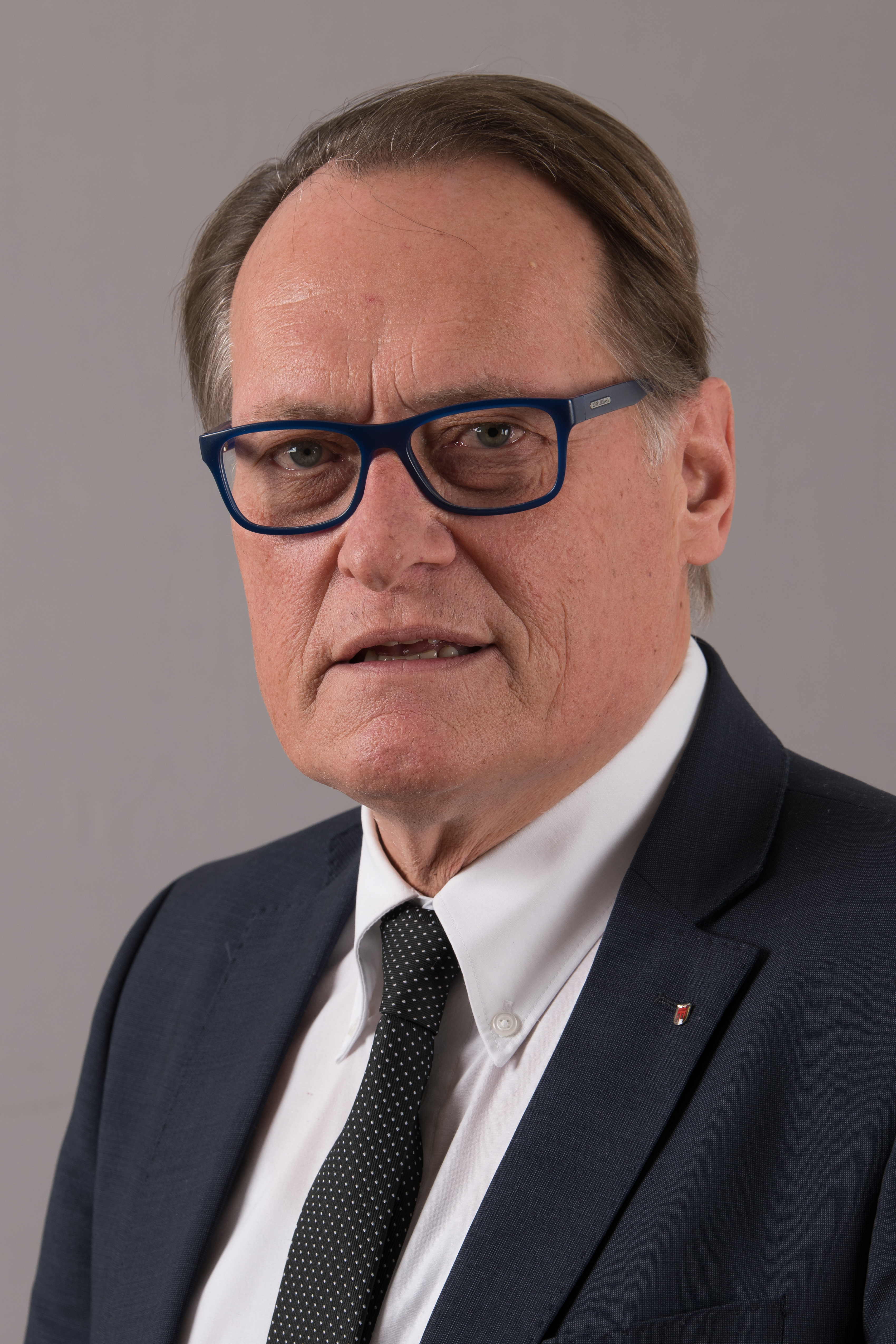
Ernst Hagen (2017)

Ernst Hagen (* 24. September 1952 in Lustenau) ist ein österreichischer Kaufmann und Politiker (FPÖ). Hagen war von 1994 bis 2019 Abgeordneter zum Vorarlberger Landtag und dabei von 2009 bis 2019 Vizepräsident des Landtags. Er lebt in Lustenau, ist verheiratet und Vater dreier Kinder.

## Politischer Werdegang
Hagen war von 1993 bis 2010 Gemeinderat in Lustenau und vertritt die FPÖ seit dem 4. Oktober 1994 im Vorarlberger Landtag. Er war vom 5. März 2003 bis zum 4. Oktober 2004 Klubobmann des Freiheitlichen Landtagsklubs und ist seit dem 4. Oktober 2004 stellvertretender Klubobmann. Nach der Landtagswahl in Vorarlberg 2009, bei der die FPÖ starke Stimmenzuwächse zu verzeichnen hatte, wurde Hagen von den Abgeordneten des 29. Vorarlberger Landtags zu dessen Vizepräsidenten gewählt.
Bei der Gemeindevertretungs- und Bürgermeisterwahl 2010 kandidierte Hagen als Spitzenkandidat für die FPÖ in Lustenau. Zuvor hatte der langjährige FPÖ-Bürgermeister Hans-Dieter Grabher auf eine erneute Kandidatur verzichtet. Bei der Wahl konnte sich jedoch Kurt Fischer von der ÖVP durchsetzen und eroberte damit erstmals seit 50 Jahren das Bürgermeisteramt in der größten Marktgemeinde Österreichs für die ÖVP zurück. Als Konsequenz daraus kündigte Ernst Hagen seinen Rückzug aus der Funktion des Lustenauer FPÖ-Obmanns an, den er im Februar 2012 schließlich vollzog.
Nach der Landtagswahl 2014 wurde Hagen erneut als Abgeordneter zum 30. Vorarlberger Landtag angelobt und von den neuen Abgeordneten wieder zum Landtags-Vizepräsidenten gewählt. Aktuell ist Ernst Hagen mit seiner mehr als 20-jährigen Amtszeit als Landtagsabgeordneter gemeinsam mit Josef Türtscher von der ÖVP, der ebenfalls am 4. Oktober 1994 in den Landtag eingetreten ist, der dienstälteste Abgeordnete im Vorarlberger Landtag.
Mit Ende August 2016 übernahm Ernst Hagen zusätzlich interimistisch die Geschäftsführung der FPÖ Vorarlberg unter deren neuem Landesparteiobmann Reinhard Eugen Bösch bis September 2017. Bei der Landtagswahl 2019 kündigte Hagen bereits im Vorfeld an, nicht mehr kandidieren zu wollen und stattdessen mit Ablauf der Legislaturperiode im Oktober 2019 aus dem Landtag auszuscheiden.